# Festival Strings Lucerne

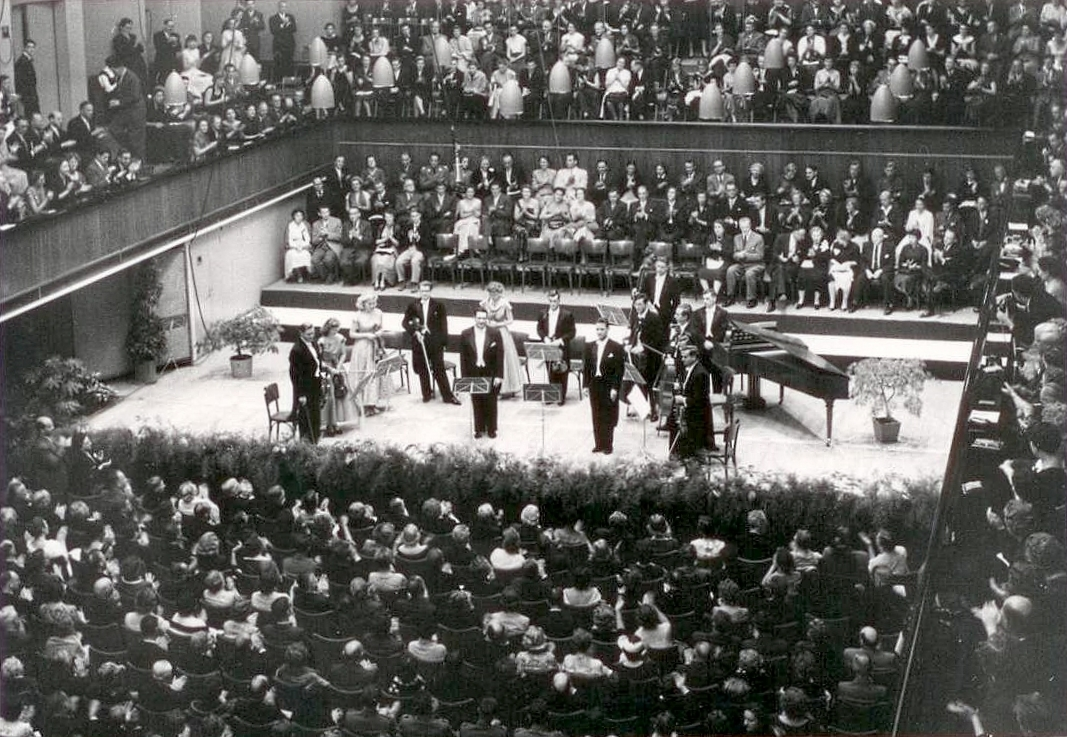
Gründungskonzert der Festival Strings Lucerne am 26. August 1956 im Rahmen der Internationalen Musikfestwochen Luzern

Die Festival Strings Lucerne sind ein international tätiges Kammerorchester, das für Jahrzehnte eng mit dem Konservatorium Luzern bzw. der Hochschule Luzern – Musik verbunden war, lange Jahre als «Ensemble in Residence». Sie wurden von  Wolfgang Schneiderhan und Rudolf Baumgartner 1956 im Rahmen der  Internationalen Musikfestwochen Luzern (seit 2000 Lucerne Festival) gegründet und in der Folge bis 1998 zunächst vom Konzertmeisterpult, später als Dirigent von Rudolf Baumgartner geleitet. Nachfolger als künstlerischer Leiter war von 1998 bis zum Sommer 2012 Achim Fiedler. Seit der Saison 2012/2013 hat der australisch-schweizerische Geiger Daniel Dodds die künstlerische Leitung inne. 1986 errichtete Rudolf Baumgartner die «Stiftung Festival Strings Lucerne», die als öffentlich geförderte, gemeinnützige Körperschaft die Trägerschaft über das Ensemble übernahm. Geschäftsführender Orchesterdirektor seit 2009 ist Hans-Christoph Mauruschat.

## Wirken
Die Festival Strings Lucerne starteten von Beginn an eine internationale Karriere. Von 1956 bis 1958 waren sie bereits einmal quer durch Europa gereist, hatten Einladungen aus Berlin, Amsterdam, Paris, Oslo, Stockholm, Kopenhagen, den  Salzburger Festspielen und dem Wiener Musikverein erhalten. Überseedebüts folgten 1959 in New York, 1963 in Mexiko-Stadt, 1965 in Johannesburg, 1971 in Tokio, 1973 in Jerusalem, 1975 in Buenos Aires, 1977 in Bombay, Auckland und Sydney, 1978 in Hongkong und 1984 in Peking. Außerdem begannen die Festival Strings Lucerne bereits im ersten Jahr ihres Bestehens, sich mit Aufnahmen exklusiv für die Deutsche Grammophon international einen hervorragenden Ruf zu erwerben. Ab den späten 1950er Jahren gehörten die Festival Strings Lucerne zu den Pionieren der  «Archiv»-Serie  der Deutschen Grammophon, die seinerzeit Schallplattengeschichte schrieb in der Erstveröffentlichung von Werken vergessener oder kaum mehr bekannter Komponisten vor allem des Barock wie beispielsweise Giuseppe Tartini (1959). Neben zahlreichen Aufnahmen – im Anschluss an die Zeit bei der Deutschen Grammophon, die 1973 endete – auch für Decca, Eurodisc, und Denon produzierte das Orchester in den letzten Jahren CDs für Sony Classical, Pentatone und  Warner Classics. Die Einspielung der Bach-Klavierkonzerte zusammen mit dem Pianisten Martin Stadtfeld (2006) erhielt 2007 einen ECHO Klassik. In den 2000er Jahren erschienen zudem bei OehmsClassics im Jahresrhythmus Neuaufnahmen mit Werken von  J. S. Bach,  Schubert,  Webern,  Honegger,  Adams,  Reich, Schostakowitsch, Tschaikowsky,  Dvořák sowie Britten und Mendelssohn (eine Gesamtaufnahme der Streichersinfonien auf drei CDs: „Referenzaufnahme“, Der KulturSpiegel, Januar 2010). 2020 erschien bei Warner Classics zusammen mit  Midori eine Einspielung der Werke für Violine und Orchester von Ludwig van Beethoven.
Seit der Gründung 1956 gastiert das Orchester regelmässig bei den  Internationalen Musikfestwochen Luzern (Lucerne Festival), betreute von 1959 bis 1970 hier exklusiv die «musica nova»-Reihe sowie von 2011 bis 2018 die Masterclass für junge Dirigenten unter der Leitung von Bernard Haitink. Durch die intensive Auseinandersetzung mit Neuer Musik konnten mehr als 100 Werke von Komponisten wie Jean Françaix, Frank Martin, Bohuslav Martinů, Peter Mieg, Sándor Veress, Iannis Xenakis und Krzysztof Penderecki zur Uraufführung gebracht werden. Absolventen der Dirigiermasterclass waren unter anderem Rafael Payare, Karina Canellakis, Dominik Beykirch, Kahchun Wong, Elim Chan und Lorenzo Viotti.
Hauptaufführungsort für die Orchesterkonzerte in Luzern ist das  KKL Luzern, in dem die Festival Strings Lucerne seit 2003 eine eigene Reihe unterhalten. Seit 2020 finden zudem pro Jahr drei bis vier Kammerkonzerte der Festival Strings Lucerne Chamber Players im  Zeugheersaal des Hotel Schweizerhof Luzern statt, in dem Richard Wagner 1859 die Oper «Tristan und Isolde» beendete. Wichtige Gastspieldebüts der letzten Jahre waren 2010 das Debüt in Seoul, 2014 in Novosibirsk und 2017 mit gleich zwei Produktionen in der  Elbphilharmonie Hamburg als erstes und einziges Schweizer Orchester, welches eine Einladung bereits in der Eröffnungssaison erhielt.
In den letzten Jahren positionierte Daniel Dodds das Orchester neu mit vermehrt Aufführungen von klassischer und romantischer Sinfonik Beethovens oder Mendelssohns in schlanken Besetzungen von rund 35 Musikern und geleitet vom Konzertmeisterpult aus. 2019 konnte in Zusammenarbeit mit der Luzerner Stiftung Monika Widmer eine zweite Stradivari-Violine für das Orchester erworben werden, die von Daniel Dodds als Solist in Mozarts Sinfonia Concertante an der Seite des Bratschisten Tobias Lea und weiteren Solisten der Wiener Philharmoniker im März 2019 in zwei Konzerten in Wien und Luzern dem Publikum vorgestellt wurde, nachdem sie zuvor jahrzehntelang öffentlich nicht mehr zu hören gewesen war.
Zu den Solisten und Dirigenten, mit denen das Orchester bislang zusammengearbeitet hat, gehören: Yehudi Menuhin, Zino Francescatti, David Oistrach, Henryk Szeryng, Arthur Grumiaux, Pablo Casals, Pierre Fournier, Clara Haskil, Eduard Kaufmann, Wilhelm Kempff, Dietrich Fischer-Dieskau, Anne-Sophie Mutter, Pinchas Zukerman, Gidon Kremer, Leonidas Kavakos, Sabine Meyer, Maxim Vengerov, James Galway oder in jüngster Zeit Tan Dun, Bernard Haitink, Rudolf Buchbinder, Piotr Anderszewski, Hélène Grimaud, Jan Lisiecki, Renaud Capuçon, Midori, Arabella Steinbacher, Mischa Maisky, Gautier Capuçon, Albrecht Mayer und Raphaela Gromes.

## Diskografie (Auswahl)
- 1957: J. S. Bach – Violinkonzerte a-Moll, E-Dur und d-Moll (Doppelkonzert) | Wolfgang Schneiderhan, Rudolf Baumgartner | Deutsche Grammophon
- 1957: A. Vivaldi – Konzert für Streicher und B. c. RV 158 | J. S. Bach – Violinkonzert E-Dur | H. Purcell – Pavane und Chaconne g-Moll | G. P. Pergolesi (?) – Concertino Nr. 2 G-Dur | Wolfgang Schneiderhan, Rudolf Baumgartner | Deutsche Grammophon
- 1958: W. A. Mozart – Klavierkonzert Nr. 12 KV 414 | B. Bartók – Rumänische Volkstänze | P. Hindemith – Fünf Stücke für Streichorchester op. 44 | Margrit Weber, Rudolf Baumgartner | Deutsche Grammophon
- 1960: A. Vivaldi –  Le Quattro Stagioni op. 8 | Wolfgang Schneiderhan, Rudolf Baumgartner | Deutsche Grammophon
- 1961: W. A. Mozart – Klavierkonzert Nr. 13 KV 415 (Streicherfassung) | Clara Haskil, Rudolf Baumgartner | Deutsche Grammophon
- 1971: J. S. Bach – Violinkonzerte a-Moll, E-Dur und d-Moll (Doppelkonzert) | Zino Francescatti, Régis Pasquier, Rudolf Baumgartner | Deutsche Grammophon
- 1974: W. A. Mozart – Flötenkonzerte KV 313 und KV 314, Andante für Flöte und Orchester KV 315 | James Galway, Rudolf Baumgartner | Eurodisc
- 1975: W. A. Mozart – Fantasie KV 608, Adagio und Fuge KV 546, Bearbeitungen Mozarts für Streichorchester von Musik J. S. Bachs | Rudolf Baumgartner | Eurodisc
- 1976: W. A. Mozart – Violinkonzert A-Dur | G. P. Telemann – Bourlesque de Don Quichotte | J. Pachelbel – Canon D-Dur für Streicher und B. c. | Wolfgang Schneiderhan, Rudolf Baumgartner | Eurodisc
- 1976: A. Vivaldi – 5 Konzerte aus L’Estro Armonico op. 3 | Josef Suk, Gunars Larsens, Rudolf Baumgartner | Eurodisc
- 1978: A. Dvořák – Streicherserenade op. 22 | E. Grieg – Holberg-Suite op. 40 | Rudolf Baumgartner | Eurodisc
- 1981: P. Mieg – Triple Concerto dans le goût italien pour violon, alto, violoncelle et cordes (1978), Violine: Gunars Larsens, Viola: Wilhelm Gerlach, Violoncello: Curdin Coray, Festival Strings Lucerne, Leitung: Mario Venzago | Concerto per clavicembalo e orchestra da camera (1954), Cembalo: Ernst Gerber, Soloflöten: Anna-Katharina Graf und Sunna Bircher, Festival Strings Lucerne, Leitung: Rudolf Baumgartner | EX LIBRIS
- 2003: Dialogue – Werke von J. S. Bach und A. Honegger | Achim Fiedler | Oehms Classics
- 2014: W. A. Mozart – Violinkonzerte G-Dur, D-Dur (KV 218), A-Dur | Arabella Steinbacher, Daniel Dodds | Pentatone
- 2020: L. van Beethoven –  Violinkonzert und Violinromanzen | Midori, Daniel Dodds | Warner Classics
- 2021: W. A. Mozart – Violinkonzerte B-Dur, D-Dur (KV 211) und Einzelsätze KV 261, KV 269/261a, KV 373 | Arabella Steinbacher, Daniel Dodds | Pentatone
- 2023: Raphaela Gromes: Femmes – Doppel-CD mit Werken von 23 Komponistinnen u. a. Amy Beach, Germaine Tailleferre, Florence Price, Billie Eilish, Hildegard von Bingen, Matilde Capuis (mit deren Tre Momenti für Violoncello und Streichorchester als Welt-Ersteinspielung) unter Leitung von Daniel Dodds (CD 1). Mit Julian Riem, Klavier (CD 2) | Sony Classical